# Mutare
Mutare (Umtali antes da independência) é uma cidade e distrito do Zimbábue. Fundada em 1897, na província de Manicalândia, a 8km da fronteira moçambicana, a população desta cidade ronda os 200 mil habitantes.
Limitada a norte pelas Montanhas Bvumba e a sul pelo Vale de Imbeza, a cidade alberga o Museu de Mutare e a Galeria Nacional do Zimbábue.
Mutare possui uma das mais importantes estações ferroviárias do Caminho de Ferro de Machipanda, que a conecta ao porto da Beira.